# ديفيد ريد (رسام)
ديفيد ريد (بالإنجليزية: David Reed)‏ هو فنان تنصيبي ورسام ومصور وفنان أمريكي، ولد في 1946 في سان دييغو في الولايات المتحدة.

## وصلات خارجية
- الموقع الرسمي